# Klobouky u Brna
Klobouky u Brna (německy Klobouk) jsou město v okrese Břeclav v Jihomoravském kraji, 29 km jihovýchodně od Brna v údolí Klobouckého potoka. Žije zde přibližně 2 500 obyvatel. Klobouky u Brna mají dvě místní části, Klobouky a Bohumilice. Často zmiňované Martinice jsou oficiálně vedeny jako ulice města Klobouky. V okolí Klobouk se nacházejí rozlehlé lesy, kopce Zumperk a Nedánov a velký počet vinic. Obec je součástí Mikroregionu Hustopečsko a Velkopavlovické vinařské podoblasti.

## Název
Název se vyvíjel od varianty Clobuk (1237), Klobauk (1298), Clobuch (1349), v Klobucziech (1512), z Klobuk (1529, 1534), v Hornich Klobauczych (1577), Klobauky (1633), Klobauk (1718), Klobuky (1720), Ober Klobuk (1751), Klobauk a Klobauky (1846), Klobouk a Klobouky (1872). Do roku 1992 nesla název Klobouky. Dříve nesly přívlastek Horní, aby byly odlišené od Valašských Klobouků. Místní jméno může znamenat množné číslo od slova „klobouk“, také může být odvozeno od příjmení Klobúk a znamenat tak „ves rodiny Klobúkovy“ nebo může být odvozeno od přeneseného názvu „klobúk“ pro označení vrchů či kopců, které klobouk připomínají svým tvarem.

## Historie
První písemné zmínky jsou z roku 1207.[zdroj?]
V písemných pramenech jsou Klobouky doloženy poprvé přídomkem „de Klobuc“ (tzn. „z Klobouk“). Nejstarší doklad jména Leo de Klobuc, tj. Leva z Klobouk, je v listině českého krále Přemysla Otakara I. z 24. června 1222. Listinou krále Václava II. z 18. června 1298 byly Klobouky povýšeny na tržní ves.
Od 1. srpna 1976 do 23. listopadu 1990 byla částí Klobouk Kašnice. Od 1. ledna 1986 jsou místní částí Klobouk Bohumilice.

## Obyvatelstvo
Podle sčítání obyvatel v roce 1930 zde žilo v 557 domech 2271 obyvatel. Z hlediska národnosti se 2246 obyvatel hlásilo k československé národnosti a tři k německé. Žilo zde 1378 římských katolíků, 806 evangelíků, 38 židů a 13 příslušníků Církve československé husitské.

### Struktura
Vývoj počtu obyvatel za celou obec i za jeho jednotlivé části uvádí tabulka níže, ve které se zobrazuje i příslušnost jednotlivých částí k obci či následné odtržení.
| Místní části   | Místní části         | 1896 | 1880 | 1890 | 1900 | 1910 | 1921 | 1930 | 1950 | 1961 | 1970 | 1980 | 1991 | 2001 | 2011 | 2021 |
| -------------- | -------------------- | ---- | ---- | ---- | ---- | ---- | ---- | ---- | ---- | ---- | ---- | ---- | ---- | ---- | ---- | ---- |
| Počet obyvatel | část Klobouky u Brna | 2687 | 2829 | 2703 | 2774 | 2723 | 2720 | 2675 | 2480 | 2591 | 2433 | 2341 | 2299 | 2224 | 2388 | 2488 |
| Počet domů     | část Klobouky u Brna | 543  | 560  | 572  | 579  | 581  | 595  | 659  | 722  | 717  | 707  | 652  | 702  | 776  | 818  | 855  |

## Obecní správa a politika
Zastupitelstvo má 15 členů a městská rada 5 členů. V letech 2010 až 2014 byl starostou obce Zdeněk Lobpreis. Při ustavujícím zasedání zastupitelstva 4. listopadu 2014 tuto funkci obhájil. Koalici tvoří STAN, lidovci, komunisté a ODS. Po komunálních volbách na podzim 2018 byl starostou zvolen Pavel Volek.

## Společnost
Kloboucko je oblast zemědělského typu, ale většina pracujících obyvatel dojíždí za prací do nedalekého Brna.
Je zde sídlo Střediska Diakonie Betlém při Českobratrské církvi evangelické. V Betlémě pečují o zdravotně postižené dospělé a děti.

### Školství

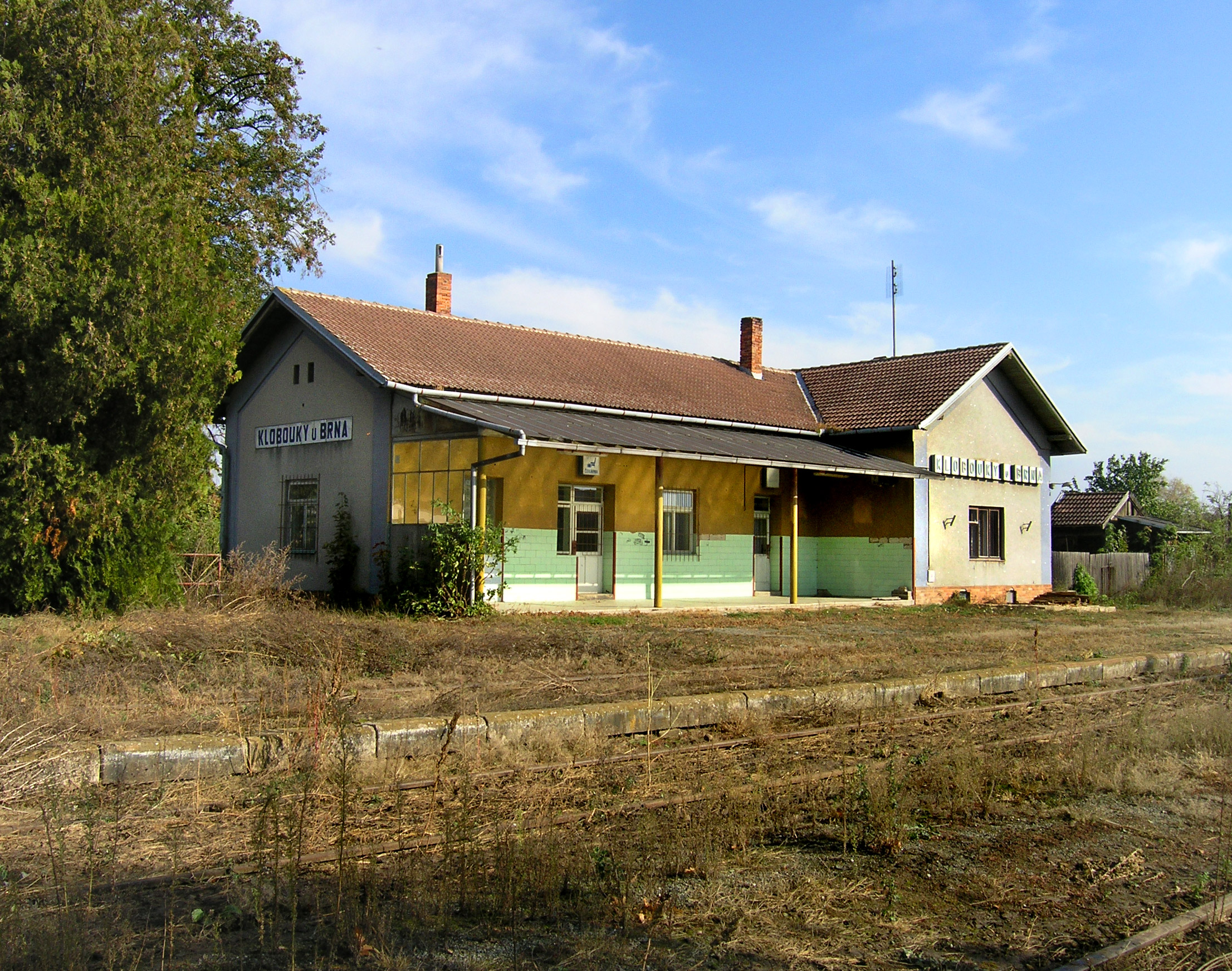
Bývalé nádraží

V Kloboukách jsou čtyři školy: Základní škola, Městské víceleté gymnázium, Základní umělecká škola a Střední odborná škola. Osmileté městské gymnázium, které navštěvují jak děti z Klobouk, tak i z okolních obcí, město založilo v roce 1993. Základní hudební škola Hynka Bíma vyučuje hru na mnoho nástrojů, škola má asi 200 žáků, někteří jsou členy dechovky a cimbálové muziky. Škola má úspěchy v okresní pěvecké soutěži v sólovém zpěvu a hře na klavír.[zdroj⁠?!] Střední odborná škola je zaměřena na agropodnikání a obchod.

### Sport
Kloboucký florbalový oddíl Aligators hrál v sezóně 2022/2023 1. ligu mužů (druhou nejvyšší soutěž).

## Pamětihodnosti
- Kostel sv. Vavřince – jednolodní barokní kostel z roku 1655, upravený v 60. letech 19. století.
- Evangelický kostel sboru Českobratrské církve evangelické z roku 1883.
- Pamětní deska na evangelickém kostele uvádí, že se zde „v letech 1878 až 1882 účastnil služeb božích náš pozdější President Osvoboditel Dr.Tomáš Garrigue Masaryk“.
- kloboucký zámek – jednokřídlý jednopatrový barokní zámek s bočním hospodářským křídlem vznikl v první polovině 18. století přestavbou starší renesanční rezidence zábrdovických premonstrátů. Nachází se v centru města, v severní části náměstí Míru. Je v majetku města a sídlí zde řada městských institucí a soukromých provozoven.
- Městské muzeum – národopisné muzeum, otevřené roku 1907.
- Kaple svaté Barbory – barokní poutní kaple z roku 1669 na půdorysu kříže. Stojí pod vrcholem vyvýšeniny západně od středu města.
- Větrný mlýn (Kloboucký větřák) – funkční replika původního dřevěného mlýna z poloviny 18. století, zhotovená v letech 1983–1985.
- Barokní socha svatého Jana Nepomuckého z poloviny 18. století, stojí před budovou zámku.

## Osobnosti
- Josef Wurm (1817–1888), poslanec Moravského zemského sněmu a starosta Klobouk
- Ignát Wurm (1825–1911), moravský kněz, politik a etnograf
- Josef Totušek mladší (1836–1899), reformovaný kazatel
- František Šebesta (1844–1896), reformovaný kazatel, spisovatel a překladatel
- Josef Balvín (1923–2009), dramaturg a překladatel
- Věra Koubová (*1953), překladatelka
- Tomáš Garrigue Masaryk (1850–1937), první prezident republiky, profesor Univerzity Karlovy, poslanec vídeňské Říšské rady[17][18]
- Josef Ošmera (1899–1977), dlouholetý pedagog v Kloboukách
- Jakub Vrbas (1858–1952), učitel, regionální historik a národopisec, spisovatel

## Galerie

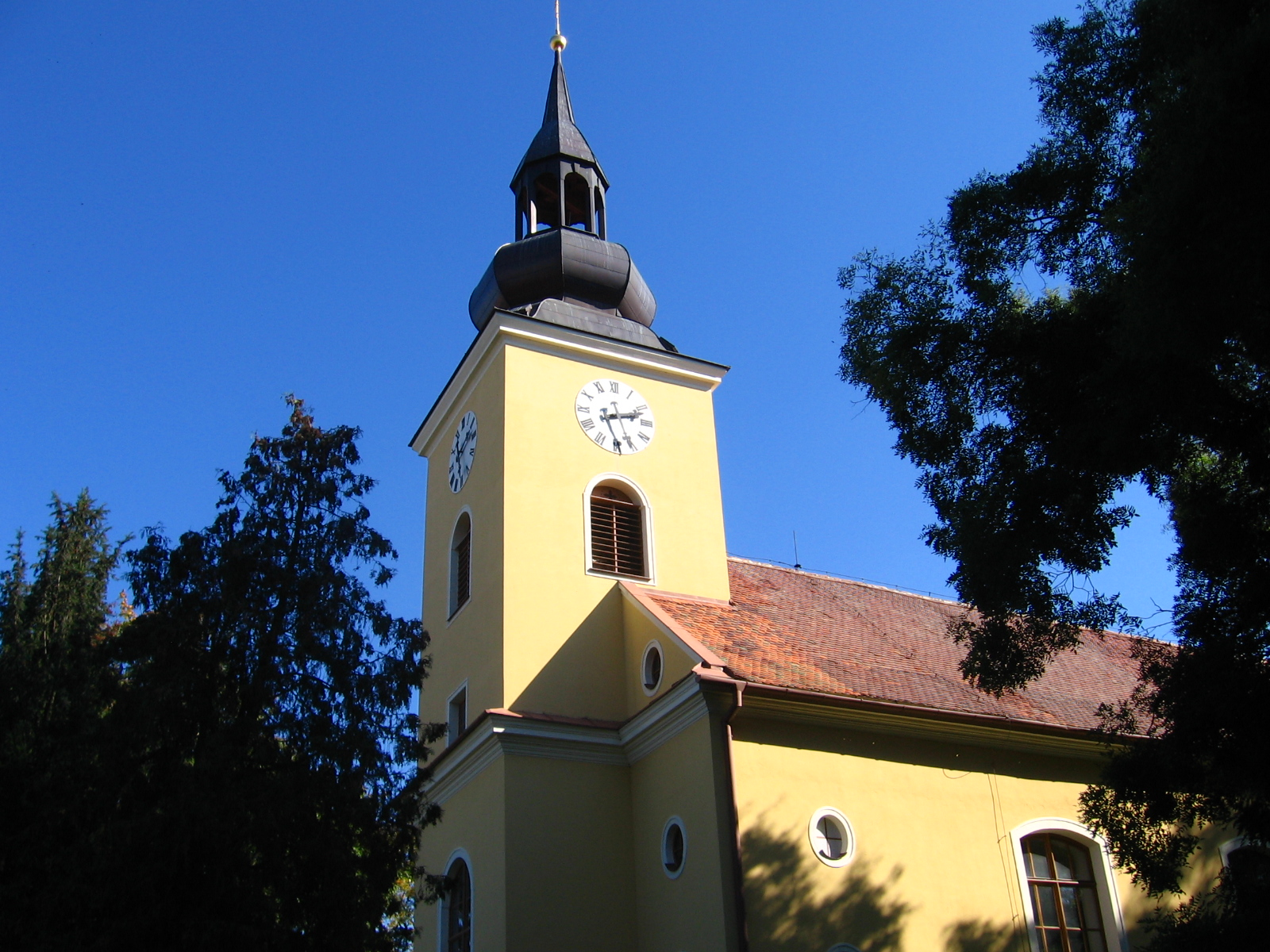
Kostel sv. Vavřince
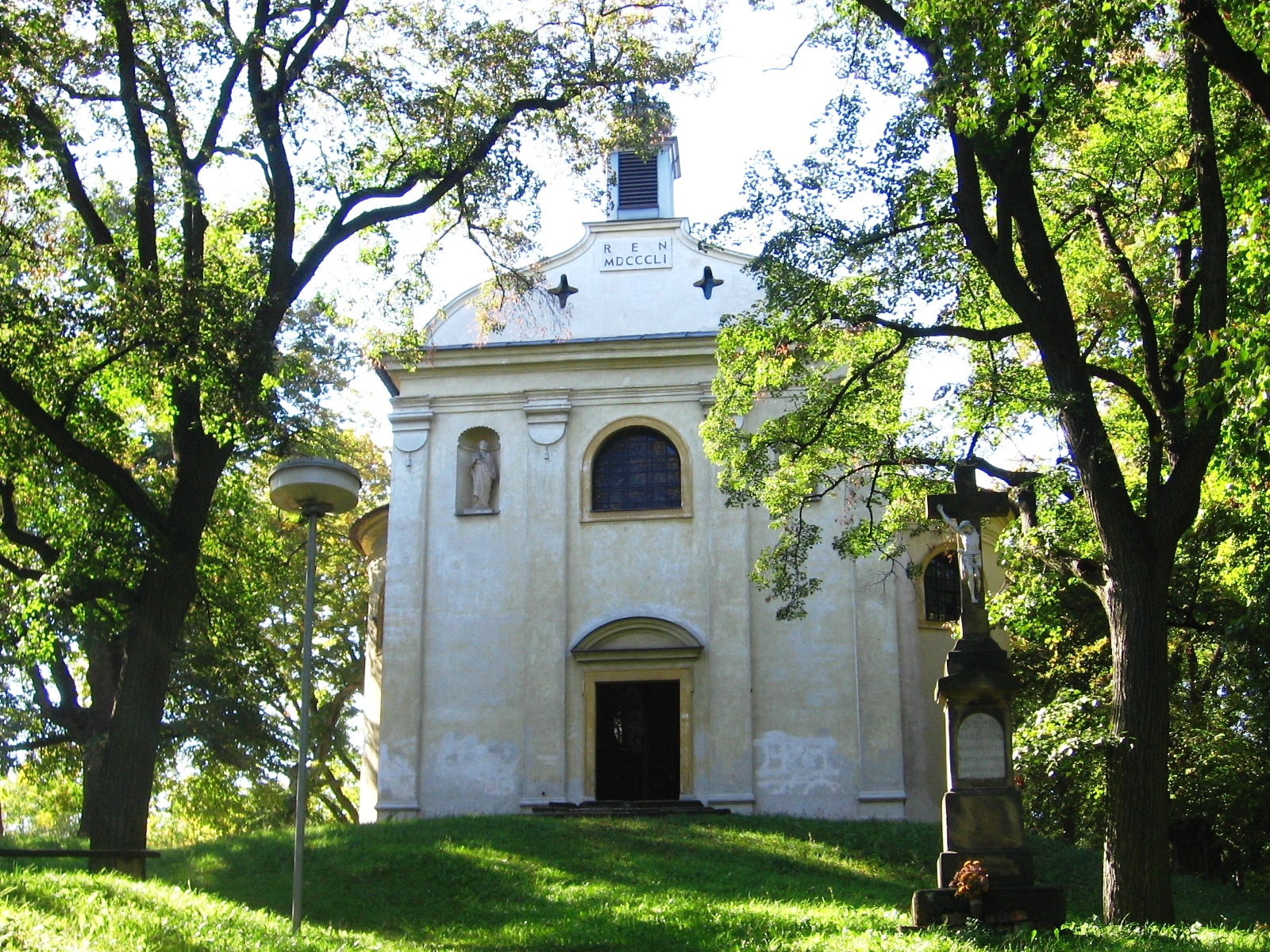
Kaple sv. Barbory
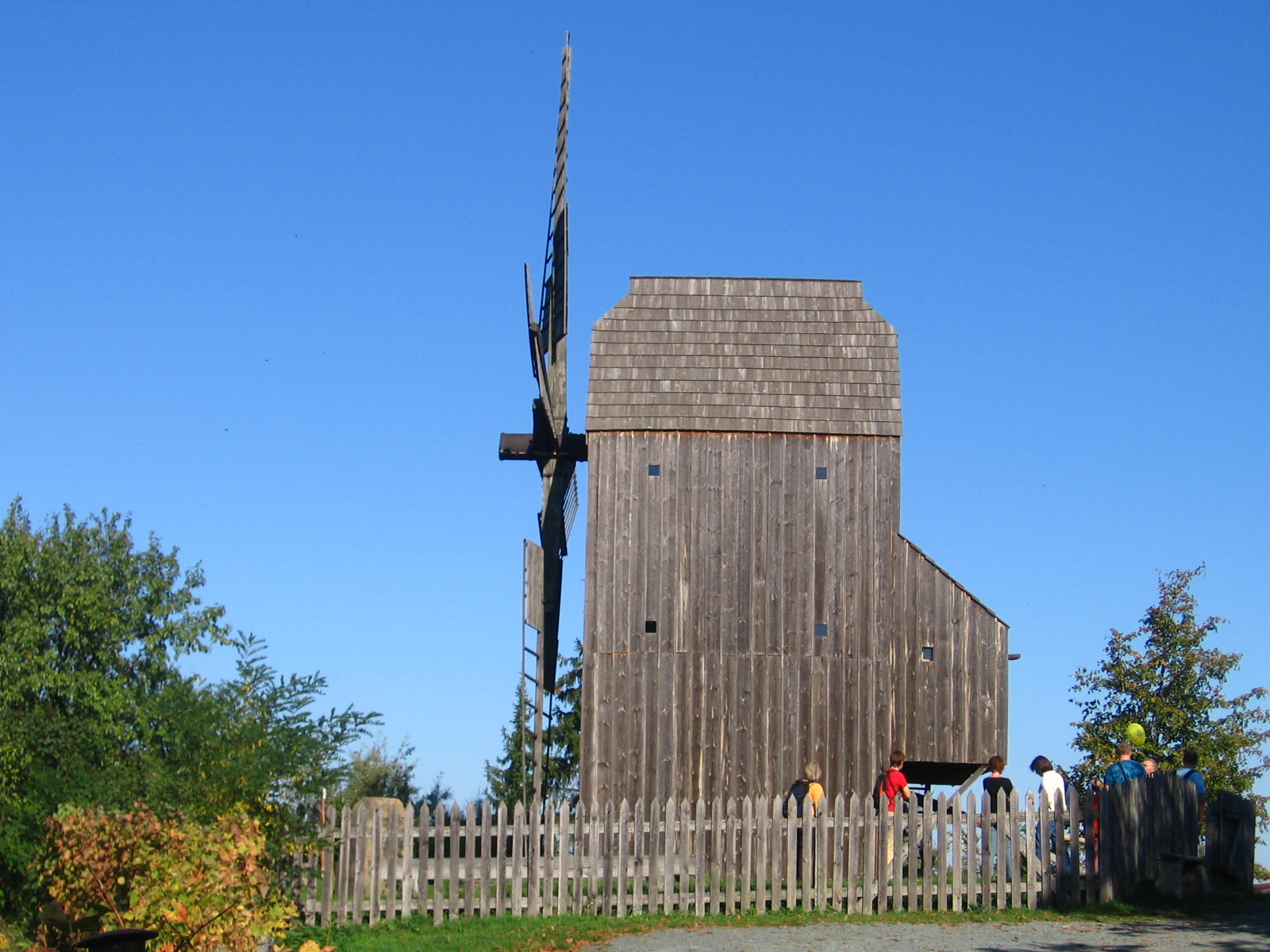
Kloboucký větřák
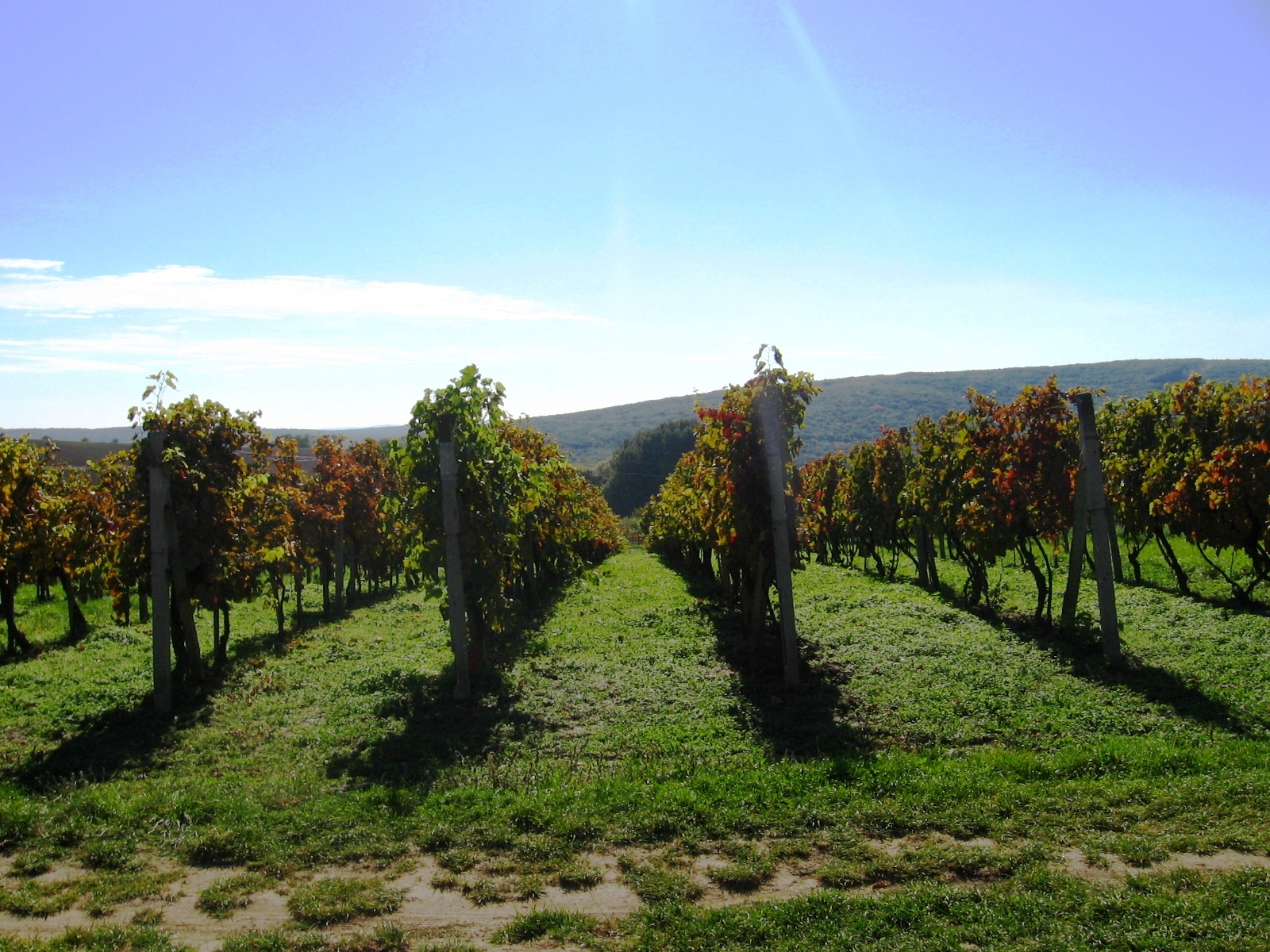
Vinice v Kloboukách